# غز الشرقي (أنزان الغربي)
غز الشرقي (بالفارسية: گز شرقی) هي قرية تقع في إيران في قسم أنزان الغربي الريفي. يقدر عدد سكانها بـ 1,445 نسمة .